# 节稈扁穗草
节稈扁穗草（学名：Blysmus sinocompressus var. nodosus）为莎草科扁穗草属下的一个变种。

## 扩展阅读
- 維基物種上的相關：节稈扁穗草